# 樂安戰鬥
樂安戰鬥發生於1933年3月25日－30日，地點則是在中國江西樂安。是第一次国共内战主要戰鬥之一，交戰一方為中華民國國民革命軍，另一方則為中國共產黨所領導之中國工農紅軍。戰鬥末了，紅軍損失二千餘人，該戰役是第四次國軍圍剿共軍戰爭的首次獲勝戰鬥，也避免了該軍防堵防線徹底失守。